# Киприан (Йюлис)
Митрополи́т Киприа́н (греч. Μητροπολίτης Κυπριανός, в миру Пе́трос Йю́лис, греч. Πέτρος Γιούλης; род. 1948, Вирон, Аттика) — епископ ИПЦ Греции (Синод Хризостома), митрополит Оропосский и Филийский (с 2013); ранее — председатель «Синода противостоящих» (2013—2014).
Тезоименитство — 2 (15) октября (священномученик Киприан).

## Биография
Родился в 1948 году в пригороде Афин — Вироне, в Аттике в семье Константина и Ирины Йюлис. После окончания экономического лицея в 1966 году, поступил в Афинский университет экономики, но не окончил обучение, так как в 1967 году поступил в братство монастыря святых Киприана и Иустины в Фили. Был пострижен в монашество с именем Киприан в честь священномученика Киприана (память 2 (15) октября).
Богословское образование получил в Центре традиционалистских православных исследований при монастыре св. Григория Паламы в Этне, Калифорния, находящегося в подчинении монастыря в Фили.
6 (19) октября 2007 года хиротонисан во епископа Ореойского, викария Оропосской и Филийской митрополии, а с 20 октября 2007 года в связи с болезнью предстоятеля митрополита Киприана (Куцумбаса), исполнял обязанности председателя Синода.
17 октября 2013 года избран митрополитом Оропосским и Филийским и утверждён Председателем Синода противостоящих.
18 марта 2014 года, вместе со всеми членами Синода противостоящих, вошёл в состав ИПЦ Греции (Синод Хризостома) на правах епархиального архиерея.
Является автором нескольких книг и многочисленных статей, переведённых на английский язык.